# Lekkoatletyka na Letnich Igrzyskach Olimpijskich 2024 – rzut młotem kobiet
Turniej kobiet w rzucie młotem podczas XXXIII Letnich Igrzysk Olimpijskich w Paryżu odbył się w dniach 4 i 6 sierpnia 2024. Do rywalizacji przystąpiło 32 sportowców z 24 reprezentacji. Areną zawodów był Stade de France. Mistrzynią olimpijską została Kanadyjka Camryn Rogers, wicemistrzynią Amerykanka Annette Echikunwoke, a brąz zdobyła Chinka Zhao Jie.
Był to VII olimpijski konkurs rzutu młotem kobiet.

## Terminarz
Godziny zostały podane w czasie CEST
| Data            | Godzina rozpoczęcia   |                 |       |                       |
| --------------- | --------------------- | --------------- | ----- | --------------------- |
| Data            | Godzina rozpoczęcia   | 4 sierpnia 2024 | 10:20 | kwalifikacje, grupa A |
| 11:45           | kwalifikacje, grupa B | 4 sierpnia 2024 |       |                       |
| 6 sierpnia 2024 | 20:00                 | finał           |       |                       |

## System rozgrywek
W kwalifikacjach każda z zawodniczek mogła oddać trzy rzuty. Aby uzyskać awans do finału należało uzyskać minimum kwalifikacyjne - 73,00 m. Jeżeli minimum kwalifikacyjne uzyskało mniej niż 12 sportowców, to kwalifikacje uzyskiwały zawodniczki, które oddały najdalsze rzuty, tak aby liczba finalistek wyniosła 12.
W finale zawodniczki mogły oddać sześć z rzutów, z wyjątkiem czterech młociarek, które po trzech próbach osiągnęły najniższe wyniki i były po nich eliminowane z dalszej konkurencji. Do ostatecznego wyniku zaliczano jeden, najdalszy rzut oddany przez zawodniczkę w finale (rzuty w kwalifikacjach nie były brane pod uwagę).

## Wyniki

### Kwalifikacje
| Pozycja | Grupa | Zawodniczka             | Reprezentacja     | Próba | Próba | Próba | Wynik | Uwagi |
| Pozycja | Grupa | Zawodniczka             | Reprezentacja     | 1     | 2     | 3     | Wynik | Uwagi |
| ------- | ----- | ----------------------- | ----------------- | ----- | ----- | ----- | ----- | ----- |
| 1       | B     | Krista Tervo            | Finlandia         | x     | 74.79 |       | 74.79 | Q,    |
| 2       | A     | Camryn Rogers           | Kanada            | x     | 74.69 | –     | 74.69 | Q     |
| 3       | B     | DeAnna Price            | Stany Zjednoczone | 72.08 | 73.79 | –     | 73.79 | Q     |
| 4       | A     | Annette Echikunwoke     | Stany Zjednoczone | 73.52 | –     | –     | 73.52 | Q     |
| 5       | B     | Katrine Koch Jacobsen   | Dania             | 72.36 | x     | 73.04 | 73.04 | Q     |
| 6       | A     | Hanna Skydan            | Azerbejdżan       | 69.58 | 69.04 | 72.55 | 72.55 | Q     |
| 7       | A     | Zhao Jie                | Chiny             | 70.78 | 72.49 | 72.24 | 72.49 | Q     |
| 8       | B     | Sara Fantini            | Włochy            | 72.40 | 69.93 | 71.08 | 72.40 | Q     |
| 9       | B     | Silja Kosonen           | Finlandia         | x     | 68.51 | 72.11 | 72.11 | Q     |
| 10      | B     | Rosa Rodríguez          | Wenezuela         | x     | 67.28 | 71.76 | 71.76 | Q     |
| 11      | A     | Bianca Ghelber          | Rumunia           | 71.42 | x     | 71.34 | 71.42 | Q     |
| 12      | B     | Anita Włodarczyk        | Polska            | 71.04 | 70.41 | 71.06 | 71.06 | Q     |
| 13      | A     | Li Jiangyan             | Chiny             | x     | 70.54 | x     | 70.54 |       |
| 14      | A     | Erin Reese              | Stany Zjednoczone | 68.74 | 70.23 | x     | 70.23 |       |
| 15      | A     | Stephanie Ratcliffe     | Australia         | x     | x     | 70.07 | 70.07 |       |
| 16      | B     | Nicola Tuthill          | Irlandia          | x     | 68.87 | 69.90 | 69.90 |       |
| 17      | B     | Stamatia Scarvelis      | Grecja            | 69.38 | 66.86 | x     | 69.38 |       |
| 18      | A     | Thea Löfman             | Szwecja           | 64.13 | 68.92 | 69.12 | 69.12 |       |
| 19      | A     | Rose Loga               | Francja           | 68.94 | 63.10 | x     | 68.94 |       |
| 20      | A     | Lauren Bruce            | Nowa Zelandia     | x     | 67.03 | 68.93 | 68.93 |       |
| 21      | A     | Suvi Koskinen           | Finlandia         | 66.14 | x     | 67.90 | 67.90 |       |
| 22      | B     | Zalina Marghieva        | Mołdawia          | x     | 67.84 | 66.45 | 67.84 |       |
| 23      | A     | Malwina Kopron          | Polska            | 65.39 | 65.65 | 67.68 | 67.68 |       |
| 24      | B     | Vanessa Sterckendries   | Belgia            | 67.67 | x     | 64.67 | 67.67 |       |
| 25      | A     | Zahra Tatar             | Algieria          | 66.06 | 66.99 | 66.90 | 66.99 |       |
| 26      | B     | Iryna Kłymeć            | Ukraina           | 66.95 | 66.61 | 65.70 | 66.95 |       |
| 27      | A     | Beatrice Nedberge Llano | Norwegia          | 66.11 | 66.92 | 64.77 | 66.92 |       |
| 28      | B     | Wang Zheng              | Chiny             | 66.92 | x     | x     | 66.92 |       |
| 29      | B     | Oyesade Olatoye         | Nigeria           | x     | 64.36 | 66.41 | 66.41 |       |
| 30      | B     | Réka Gyurátz            | Węgry             | x     | 64.77 | 63.86 | 64.77 |       |
|         | A     | Mayra Gaviria           | Kolumbia          | x     | r     | –     | —     |       |
|         | B     | Alexandra Tavernier     | Francja           | x     | x     | x     | —     |       |

### Finał
| Pozycja | Zawodniczka           | Reprezentacja     | Próba | Próba | Próba | Próba | Próba | Próba | Wynik | Uwagi |
| Pozycja | Zawodniczka           | Reprezentacja     | 1     | 2     | 3     | 4     | 5     | 6     | Wynik | Uwagi |
| ------- | --------------------- | ----------------- | ----- | ----- | ----- | ----- | ----- | ----- | ----- | ----- |
| złoto   | Camryn Rogers         | Kanada            | 74.11 | x     | 74.47 | 75.44 | 76.97 | x     | 76.97 |       |
| srebro  | Annette Echikunwoke   | Stany Zjednoczone | 73.11 | 71.45 | 75.48 | x     | 73.32 | 73.56 | 75.48 | SB    |
| brąz    | Zhao Jie              | Chiny             | 72.90 | 74.27 | 73.95 | 72.79 | 73.88 | 71.88 | 74.27 |       |
| 4       | Anita Włodarczyk      | Polska            | 73.17 | 72.18 | 73.13 | 73.61 | 74.23 | 69.77 | 74.23 | SB    |
| 5       | Silja Kosonen         | Finlandia         | x     | 74.04 | 72.44 | x     | 73.12 | 72.10 | 74.04 | SB    |
| 6       | Krista Tervo          | Finlandia         | x     | 73.83 | x     | 72.56 | 71.25 | x     | 73.83 |       |
| 7       | Hanna Skydan          | Azerbejdżan       | 73.27 | 72.48 | 71.39 | 73.66 | 72.91 | 73.27 | 73.66 | SB    |
| 8       | Rosa Rodríguez        | Wenezuela         | 71.02 | 72.98 | x     | 71.22 | 70.85 | x     | 72.98 | SB    |
| 9       | Bianca Ghelber        | Rumunia           | x     | 72.24 | 72.36 | NQ    | NQ    | NQ    | 72.36 |       |
| 10      | Katrine Koch Jacobsen | Dania             | 71.65 | 70.64 | 71.09 | NQ    | NQ    | NQ    | 71.65 |       |
| 11      | DeAnna Price          | Stany Zjednoczone | x     | 70.18 | 71.00 | NQ    | NQ    | NQ    | 71.00 |       |
| 12      | Sara Fantini          | Włochy            | 69.20 | 69.58 | x     | NQ    | NQ    | NQ    | 69.58 |       |